# Ontario Motor Speedway
Ontario Motor Speedway foi um autódromo automobilístico. Foi o primeiro autódromo construído especificamente para abrigar corridas das 4 grandes franquias automobilísticas: Corridas da USAC e da NASCAR no circuito oval; NHRA para corridas de dragster e corridas de Fórmula 1 no circuito fechado.
Abrigou apenas uma corrida de Fórmula 1. A Questor GP, em 1971, que foi a corrida de inauguração do circuito fechado. Ele tinha um comprimento de 2,5 milhas (oval), e 3.194 (circuito fechado) e era muito parecido com Indianápolis, tanto que logo recebeu o apelido de "Indianápolis do Oeste". A construção do projeto ficou a cargo do Questor Group, que, além de modernas instalações, acomodava confortavelmente 140 mil espectadores. Custou 25,5 milhões de dólares.

## Vencedores

### Questor GP
| Temporada | Data        | Vencedor       | Carro/Scuderia | Motor   |
| --------- | ----------- | -------------- | -------------- | ------- |
| 1971      | 28 de março | Mario Andretti | Ferrari 312B   | Ferrari |

### California 500
| Temporada                            | Data             | Vencedor             | Chassis          | Motor            | Pneus            | Equipe                   |                  |                  |                  |                  |
| Corridas da USAC                     | Corridas da USAC | Corridas da USAC     | Corridas da USAC | Corridas da USAC | Corridas da USAC | Corridas da USAC         | Corridas da USAC | Corridas da USAC | Corridas da USAC | Corridas da USAC |
| ------------------------------------ | ---------------- | -------------------- | ---------------- | ---------------- | ---------------- | ------------------------ | ---------------- | ---------------- | ---------------- | ---------------- |
| 1970                                 | 6 de setembro    | Jim McElreath        | Coyote           | Ford             | Goodyear         | Sheraton-Thompson Racing |                  |                  |                  |                  |
| 1971                                 | 5 de setembro    | Joe Leonard          | PJ Colt          | Ford             | Firestone        | Vel's Parnelli Jones     |                  |                  |                  |                  |
| 1972                                 | 3 de setembro    | Roger McCluskey      | McLaren          | Offenhauser      | Goodyear         | Linsey Hopkins Racing    |                  |                  |                  |                  |
| 1973                                 | 2 de setembro    | Wally Dallenbach Sr. | Eagle            | Offenhauser      | Goodyear         | STP-Patrick Racing       |                  |                  |                  |                  |
| 1974                                 | 10 de março      | Bobby Unser          | Eagle            | Offenhauser      | Goodyear         | All American Racers      |                  |                  |                  |                  |
| 1975                                 | 9 de março       | A.J. Foyt            | Coyote           | Foyt             | Goodyear         | Gilmore Racing           |                  |                  |                  |                  |
| 1976                                 | 5 de setembro    | Bobby Unser          | Eagle            | Offenhauser      | Goodyear         | Bob Fletcher Racing      |                  |                  |                  |                  |
| 1977                                 | 4 de setembro    | Al Unser             | Parnelli         | Cosworth         | Goodyear         | Vel's Parnelli Jones     |                  |                  |                  |                  |
| 1978                                 | 3 de setembro    | Al Unser             | Chaparral        | Cosworth         | Goodyear         | Chaparral Cars           |                  |                  |                  |                  |
| Corridas CART/Champ Car World Series |                  |                      |                  |                  |                  |                          |                  |                  |                  |                  |
| 1979                                 | 2 de setembro    | Bobby Unser          | Penske           | Cosworth         | Goodyear         | Penske Racing            |                  |                  |                  |                  |
| 1980                                 | 31 de agosto     | Bobby Unser          | Penske           | Cosworth         | Goodyear         | Penske Racing            |                  |                  |                  |                  |

## Recordes
| Circuito (Tamanho)              | Piloto         | Carro (Scuderia) | Motor     | Tempo    | Velocidade Média | Ano  |
| ------------------------------- | -------------- | ---------------- | --------- | -------- | ---------------- | ---- |
| Circuito Fechado (3.194 milhas) | Jackie Stewart | Tyrrell 001      | Ford      | 1:41.227 | 113.590mph       | 1971 |
| Circuito Oval (2.5 milhas)      | Rick Mears     | Penske PC7       | Chevrolet | 44.325   | 203.046mph       | 1979 |